# Arthur Newnham
Arthur Tristram Herbert Newnham (Dharwad, 17 de enero de 1861-Wolborough, 29 de diciembre de 1941) fue un soldado y jugador de críquet británico. Nacido en la India británica, Newnham sirvió en el Ejército Británico y en el Ejército de la India británica, incluyendo su puesto como agregado militar en la corte de Nicolás II en Moscú. Jugó críquet de primera clase para el Gloucestershire County Cricket Club entre 1887 y 1894 y fue considerado un destacado jugador de críquet durante su servicio en la India.

## Primeros años de vida
Nacido en Dharwad, India británica, en 1861, Newnham era el hijo mayor de William Heurtley Newnham, de Clifton (Bristol). Su padre servía en el Servicio Civil Indio en Bombay y posteriormente fue juez en Poonah. Arthur Newnham estudió en el Malvern College entre 1874 y 1879, donde fue prefecto escolar, jugó fútbol y fue capitán del equipo de críquet del colegio.

## Servicio militar
Tras graduarse, Newnham asistió el Royal Military College of Sandhurst, donde ingresó en 1880 y fue comisionado en el Regimiento de West Yorkshire como segundo teniente en 1881. Se trasladó al Cuerpo de Estado Mayor de Bombay en 1883, sirviendo el resto de su carrera en el Ejército de la India británica, inicialmente con el 10.º Regimiento de Infantería Ligera de Bombay. Sirvió como agregado militar en Rusia, se calificó como intérprete de ruso y en 1889 se trasladó a la sección de inteligencia del Departamento del Intendente General. Ascendió a capitán en 1892 y fue examinador de ruso para el Ejército. En 1901 fue ascendido a mayor y sirvió en el departamento de magistrados del acantonamiento entre 1893 y 1912. Después de ser ascendido a teniente coronel en 1907, se retiró del ejército indio en 1913.

## Crícket
Como jugador de críquet, Newnham fue considerado por Wisden como un jugador que «se habría hecho un nombre en el críquet inglés» de no haber estado jugando en el extranjero. Jugó principalmente como lanzador rápido y capturó 60 wickets en 23 partidos de primera clase, incluyendo cuatro de cinco wickets. Debutó en críquet de primera clase con Gloucestershire en 1887, consiguiendo tres wickets en su debut contra Kent en Blackheath. Jugó cinco partidos con el equipo en cada una de las temporadas de 1887 y 1888, y jugó en el Gentlemen v Players en The Oval en 1887 y en Lord's para los Gentlemen of England contra los australianos de gira la temporada siguiente.
Durante su estancia en la India, Newnham jugó regularmente para el Bombay Gymkhana y para equipos de servicio. Wisden consideró que «durante muchos años destacó en el críquet internacional», y disputó partidos considerados de primera clase para los europeos: el torneo de la Presidencia de Bombay y contra un equipo de gira dirigido por Lord Hawke. Disputó seis partidos más de primera clase con el Gloucestershire 1894 durante su estancia en Gran Bretaña.

## Familia
Newnham se casó con Ekaterina Federovna Yonova en la Iglesia Anglicana de San Andrés en Moscú en marzo de 1888. La pareja se conoció mientras él servía como agregado militar en la corte de Nicolás II en Rusia. Falleció en el Hospital de Newton Abbot en Newton Abbot, Devon, en 1941 a los 80 años.
El hijo mayor de la pareja, Lance Newnham, nació en 1889. Sirvió en la Primera Guerra Mundial y fue condecorado con la Cruz Militar. Para 1941, ostentaba el rango de coronel interino y servía en el Grupo de Ayuda del Ejército Británico en Hong Kong . Tras la caída de Hong Kong, fue hecho prisionero de guerra por los japoneses y retenido en el cuartel de Sham Shui Po. Fue ejecutado en la playa de Shek O en diciembre de 1943 tras participar en intentos de fuga y fue condecorado póstumamente con la Cruz de Jorge. Otro de sus hijos, Eric, trabajó como botánico.